# Jean Pierre Thullier
Jean Pierre Thullier, né le 18 juin 1757 à Reims en Champagne et mort au combat le 14 octobre 1813 à Brême, en Allemagne, est un militaire français de la Révolution et de l’Empire.

## Biographie
Il entre en service le 1er avril 1773 comme simple soldat au 9e régiment de chasseurs à cheval. Il devient brigadier le 1er juin 1778, maréchal des logis le 1er juin 1783 et sous-lieutenant le 15 septembre 1791.
Il fait les guerres de 1792 à l'an IX, inclusivement dans les armées du Nord, de la Moselle et d'Italie. Lieutenant le 4 octobre 1792, puis capitaine le 17 novembre 1793, il se signale particulièrement lors de la retraite de Kaiserslautern le 30 novembre 1793, où, à la tête de deux escadrons de son régiment, il enfonce une colonne de 1 600 Autrichiens et reprend l'ambulance ainsi que quatre pièces de canon, qui venaient d'être pris quelque temps auparavant. Il fait 45 prisonniers dont un lieutenant-colonel.
Le 23 mai 1796, à l'affaire de Weilbourg, il charge avec sa compagnie une colonne de cavalerie supérieure en nombre, et lui fait 30 prisonniers. En mai 1797, lors d'un combat devant Francfort, il charge à la tête du 4e escadron de son régiment 300 cuirassiers autrichiens, les met en déroute et leur prend 200 hommes. Le 26 mars 1799, à Legnago, il a un cheval tué sous lui, avant de participer le 5 avril suivant à la bataille de Vérone, où, avec un escadron de son régiment, il dégage un bataillon de la 29e demi-brigade d’infanterie légère.
Nommé chef d'escadron le 25 avril 1799, il est blessé d'un coup de feu le 15 août suivant à la bataille de Novi. Il est promu chef de brigade le 6 octobre 1799. De l'an X à l'an XIII, il tient garnison à Brescia, Altamura et Bari. Il est fait chevalier de la Légion d’honneur le 11 décembre 1803, puis officier de l'ordre le 14 juin 1804.
De 1805 à 1808, Thullier fait les campagnes d’Allemagne, de Prusse et de Pologne au sein de l'armée de Naples, formant l'aile droite de la Grande Armée. Il est admis à la retraite le 22 juillet 1808.
Rappelé à l'activité le 31 mars 1812 comme commandant d'armes provisoire à Bréda, il passe, le 29 août suivant, au commandement du département de la Marne. Le 8 juin 1813, il est employé à Brême en tant que commandant d'armes. Il est tué le 14 octobre suivant, en défendant Brême contre une attaque des Russes et des Prussiens.

## Sources
- A. Lievyns, Jean Maurice Verdot, Pierre Bégat, Fastes de la Légion-d'honneur, biographie de tous les décorés accompagnée de l'histoire législative et réglementaire de l'ordre, Tome 4, Bureau de l’administration, 1844, 640 p. (lire en ligne), p. 77.
- François Babié et J.G Saint-Sauveur, Archives de l'honneur, ou Notices sur la vie militaire des généraux de brigade, adjudants-commandants, colonel…qui par leurs belles actions se sont illustrés, tome 2, Laurens ainé, Paris, 1805, 436 p., p. 388.
- Charles Théodore Beauvais et Vincent Parisot, Victoires, conquêtes, revers et guerres civiles des Français, depuis les Gaulois jusqu’en 1792, tome 26, C.L.F Panckoucke, janvier 1822, 414 p. (lire en ligne), p. 213.
- Léon Hennet, Etat militaire de France pour l’année 1793, Siège de la société, Paris, 1903, p. 274.